# Rammersweier
Rammersweier ist ein östlich gelegener Ortsteil der Stadt Offenburg im Ortenaukreis (Baden-Württemberg). Das Dorf Rammersweier ist ein typisches Straßendorf.

## Geographie

### Nachbargemeinden
Die Grenze der Gemarkung verläuft im Norden gegen den Offenburger Ortsteil Bohlsbach und die Gemarkung Ebersweier, ein Teilort von Durbach, im Osten kurz gegen die Gemeinde Durbach, im Süden gegen die Gemarkung des Offenburger Ortsteil Zell-Weierbach und im Westen gegen die Stadt Offenburg.

## Geschichte
Nach Überlieferungen waren die ersten Bewohner Kelten, die um die Zeitenwende von den Römern verdrängt wurden. In Rammersweier befand sich ein römisches Kastell. Um 300 n. Chr. wurden die Römer wiederum von den Alemannen verdrängt. Im Laufe der Jahre wurde die Besiedlung dichter, und um 500 n. Chr. entstanden eine Reihe kleiner Ansiedlungen und Dörfer.
Da Offenburg stets einer der größten Kriegsschauplätze der Ortenau war, wurden auch umliegende Dörfer in kriegerische Handlungen hineingezogen. Rammersweier wurde am 22. Februar 1632 von den Schweden überfallen und niedergebrannt (im Volksmund als Schwedensturm bekannt). Nach Ende des Dreißigjährigen Krieges blieben viele Soldaten in der Region. Auch in darauffolgenden Kriegen wurden Offenburg und damit auch Rammersweier angegriffen, so z. B. im Holländisch-Spanischen Krieg um 1675, der Französischen Revolution und den damit verbundenen Auseinandersetzungen um 1792 bis 1799.
Im Ersten Weltkrieg gab es Angriffe auf Offenburgs Bahngelände, das nahe bei Rammersweier liegt, woraufhin Rammersweier selbst zum Kampfplatz wurde. In Rammersweier wurde eine Fliegerabwehrstation mit rund 100 Soldaten eingerichtet, und darauf folgend warfen französische Bomber rund 20 Bomben auf Rammersweier ab. Fast 50 Bürger aus Rammersweier fielen als Soldaten im Ersten Weltkrieg.
Im Zweiten Weltkrieg konzentrierten sich die Bombenangriffe auf die Versorgungs- und Ausbesserungswerke; bei den Bombenangriffen wurden mehrere Häuser in Rammersweier zerstört. Am 15. April 1945 marschierten die Franzosen in Offenburg ein, im Mai wurde auch Rammersweier durch die Franzosen eingenommen. In diesem schrecklichen Krieg beklagte man den Tod von 75 Soldaten.
Am 1. Dezember 1971 wurde Rammersweier nach Offenburg eingemeindet. Eine früher an der Gemarkungsgrenze Offenburg-Rammersweiler gelegene, im Volksmund „Metzgerkapelle“ genannte Kapelle, die vermutlich 1911 einen kleinen, von der Kunstwerkstätte Gebrüder Moroder bemalten und von Franz Joseph Simmler bezahlten Altar erhalten hatte, wurde in den 1970er Jahren abgerissen.

## Demographie
Einwohnerzahlen nach dem jeweiligen Gebietsstand.
| Jahr | Einwohnerzahl |
| ---- | ------------- |
| 1814 | 701           |
| 1834 | 878           |
| 1864 | 847           |
| 1913 | 1.026         |
| 1939 | 1.297         |
| 1961 | 1.838         |
| 1970 | 2.231         |
| 2021 | 2.716         |

## Wappen
| Wappen des OT Rammersweiler, Offenburg | Blasonierung: „Über einem grünen Dreiberg ein schreitender Wolf.“ |
| Wappen des OT Rammersweiler, Offenburg | Wappenbegründung: Nach mündlicher Überlieferung geht das Wappen auf eine Begebenheit in der Zeit der Reformation zurück, als man versuchte, die Lehre Luthers in der Gegend zu verbreiten. Die Rammersweirer erzürnten von den Worten des neuen Predigers und jagten ihn von der Kanzel, während die Zeller nur verblüfft zusahen. Der Priester habe darauf die Rammersweirer mit Wölfen verglichen, die sich auf ihn als Schaf stürzten; die Zeller hingegen mit Eseln. |

## Kultur und Sehenswürdigkeiten

### Religionen
Seit der Dekanatsreform am 1. Januar 2008 gehört Rammersweier und die Herz Jesu-Kirche zum Dekanat Offenburg-Kinzigtal und gehört zudem zur Seelsorgeeinheit St. Ursula Katholische Kirchengemeinde.

### Sport
- FV Rammersweier. Bisherige Erfolge: Halbfinale Ortenaupokal 09, Meister KLB Staffel II 08/09, Meister KLA Nord 12/13
- TUS Rammersweier
- SKC Rammersweier (Sportkegelclub)
- TC Rammersweier (Tennisclub)

## Wirtschaft und Infrastruktur

### Wirtschaft
Das Hauptgewerbe ist der Weinanbau. Die hügelige Landschaft mit ihrer sonnigen Lage ist eine ideale Grundlage für Spitzenweine.
Ein großes Industriegebiet, zwischen Offenburg und Rammersweier gelegen, hat sich zunehmend zu einem wichtigen Industriezweig entwickelt.

### Verkehr
Durch Rammersweier führt die Kreisstraße 5369.